# Kraftwerk Ligga
Das Kraftwerk Ligga ist ein Wasserkraftwerk in der Gemeinde Jokkmokk, Provinz Norrbottens län, Schweden, das am Stora Luleälven, dem nördlichen Quellfluss des Lule älv liegt. Es wurde von 1951 bis 1954 errichtet. Das Kraftwerk ist im Besitz von Vattenfall und wird auch von Vattenfall betrieben.

## Absperrbauwerk
Das Absperrbauwerk besteht aus einem Staudamm mit einer Länge von 350 m an der Dammkrone und einer Höhe von 35 m über der Gründungssohle. Die Breite der Dammkrone liegt bei 10 m.
Die Wehranlage mit drei Wehrfeldern befindet sich auf der linken Flussseite. Über die Wehranlage können maximal 2200 m³/s abgeleitet werden. Auf der rechten Flussseite befindet sich eine weitere Wehranlage, die derzeit aber nicht genutzt wird und die durch eine Betonmauer verschlossen ist; über diese Wehranlage könnten maximal 800 m³/s abgeleitet werden.

## Stausee
Bei einem Stauziel von ca. 205 m über dem Meeresspiegel fasst der Stausee 6 Mio. m³ Wasser.

## Kraftwerk
Mit dem Bau des Kraftwerks wurde 1951 begonnen; es ging 1954 in Betrieb. Das Kraftwerk verfügt mit drei Kaplan-Turbinen über eine installierte Leistung von 324 (bzw. 326 327 332 345 oder 346) MW. Die durchschnittliche Jahreserzeugung liegt bei 790 (bzw. 791 794 oder 1656) Mio. kWh. Die Fallhöhe beträgt 39 (bzw. 40 oder 41) m. Der maximale Durchfluss liegt bei 520 (bzw. 1040 oder 1050) m³/s.
Das Kraftwerk ging ursprünglich mit zwei Turbinen, die jeweils 68 (bzw. 77,7 oder 85) MW leisteten, in Betrieb; die dritte Maschine mit einer Leistung von 181,7 (bzw. 182 oder 189) MW wurde 1982 installiert. Die Nenndrehzahl der Turbinen liegt bei 125 Umdrehungen pro Minute für die ersten beiden Maschinen und bei 107,1 für die dritte Maschine.